# Возрождение XII века

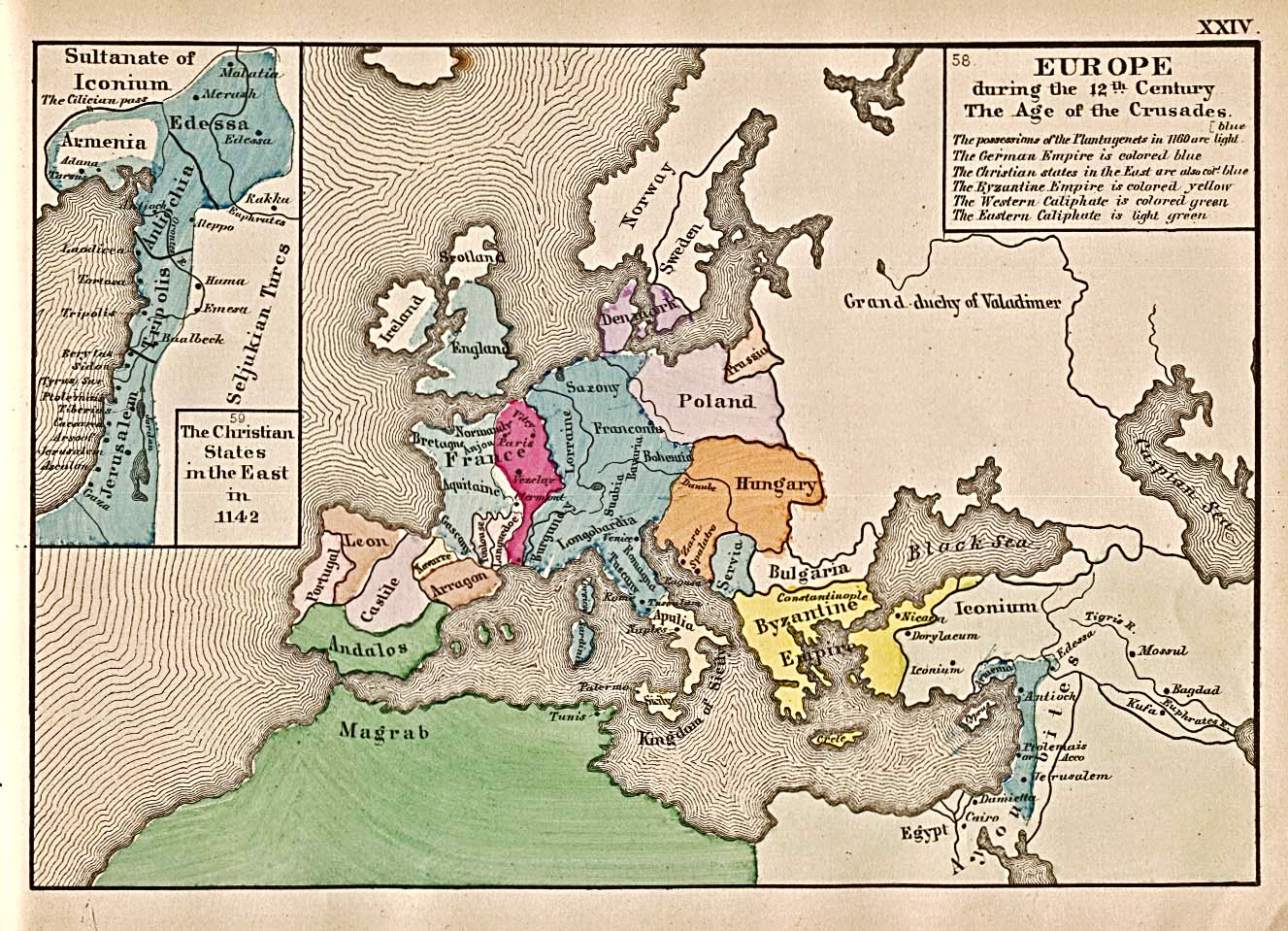
Европа в 1142 г.

Возрождение XII века — следующий после Каролингского возрождения значительный взлёт культурного и творческого самосознания Западной цивилизации. Имел несколько причин и проявлений, различавшихся как по географии, так и по интенсивности.

## Общее представление
Основные причины изменений лежали в плоскости синтеза окрепшего и распространившегося христианства, переосмысленной античности, золотой век которой все еще помнили и все еще мечтали вернуть передовые умы, схоластики и зарождавшегося, зачастую весьма далекого от наших представлений о нем, гуманизма. Невозможным оно было бы и без начавшегося примерно за полтора века бурного роста европейских городов. Один из них, Париж, стал центром интеллектуальной деятельности в Европе на несколько следующих столетий. Большую роль сыграли также Крестовые походы, начало эпохи которых привело как к нравственно-религиозному подъему и консолидации населения христианских государств Запада, так и к появлению монашеских орденов, обогатившихся первоначально за счет разграбления городов Святой Земли[прояснить].
Ограниченное влияние Каролингского возрождения также имело место — некоторые из его плодов были сохранены переписчиками в монастырях, некоторые его мыслители получили признание только в XII веке или позже (вплоть до XXI века).

#### Англия
Король Генрих I подписал первую в истории страны хартию вольностей (положив начало традиции делать это при восшествии на престол очередного монарха) и даровал своим подданным треть века относительно спокойной и упорядоченной жизни, проведя административную и законодательную реформу. А затем, уже после междоусобиц и смены династии, яркой звездой вспыхнул на небосклоне английской истории государственный деятель и ограничитель прав Церкви по имени Томас Беккет.

#### Каноническое право
Мастер Грациан Болонский и несколько сходно думавших людей пытаются реформировать каноническое право. Появление достаточно независимых от Рима монашеских и рыцарских орденов со своими уставами и внутренними порядками приводит к появлению альтернативы папским директивам и королевским указам. Финансовое благосостояние этих орденов только подкрепляет их автономию.

## Новая теология и философия

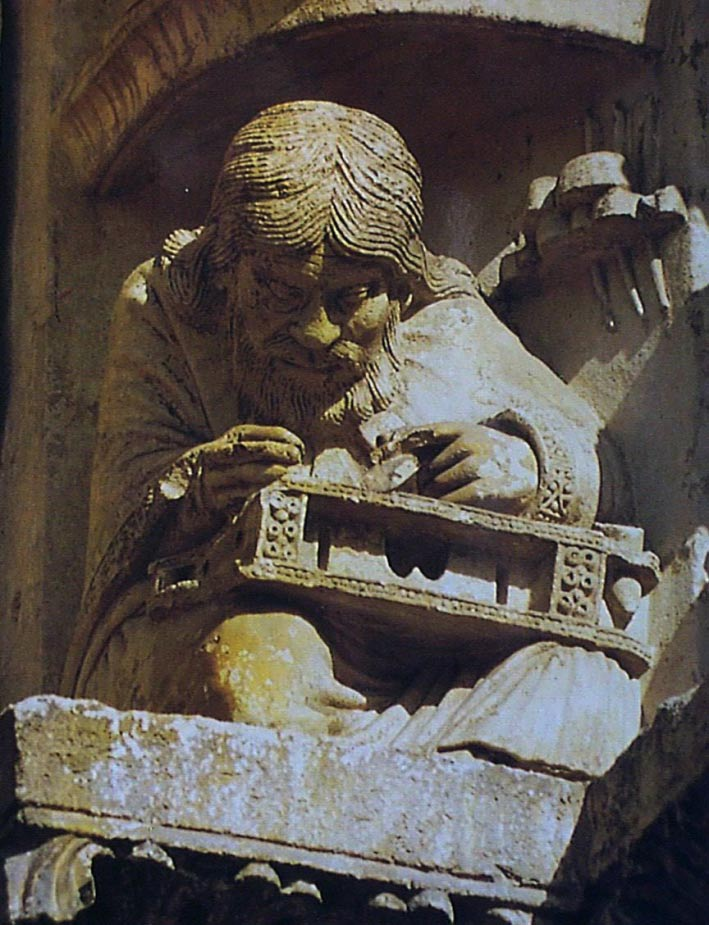
«Философ» (скульптура из Шартрского собора)

- Пьер Абеляр, Иоанн Солсберийский и ряд других лекторов-мыслителей развивают собственное понимание теологии, философии, государства, права, справедливости, вырабатывают новый, в целом критический взгляд на монастырские реалии. Так, Абеляр первым со времен великих ересиархов (впрочем он и сам был многократно признан еретиком) заявляет, что Церковь может ошибаться, а наряду со Священным Писанием истина заключена и в диалектике.[1]
- Постепенно, очень медленно, происходит сдвиг сознания интеллектуалов и аббатов века. Начинается эпоха переводов на латынь — переводятся работы греческих философов и авторов помимо Платона и Аристотеля, производятся переводы с арабского, начинается христиано-мусульманский и чуть погодя христиано-иудейский диалог. Все это сопровождается эксцессами и откатами назад.
- Натурфилософы Шартрской школы Гильом из Конша, Тьерри Шартрский, Бернард Сильвестр и близкий к ним Аделард из Бата впервые в средневековой Европе развивали натуралистические концепции, в которых развитие мира не предполагает прямого божественного вмешательства[2][3][4][5][6].

## Литература и поэзия

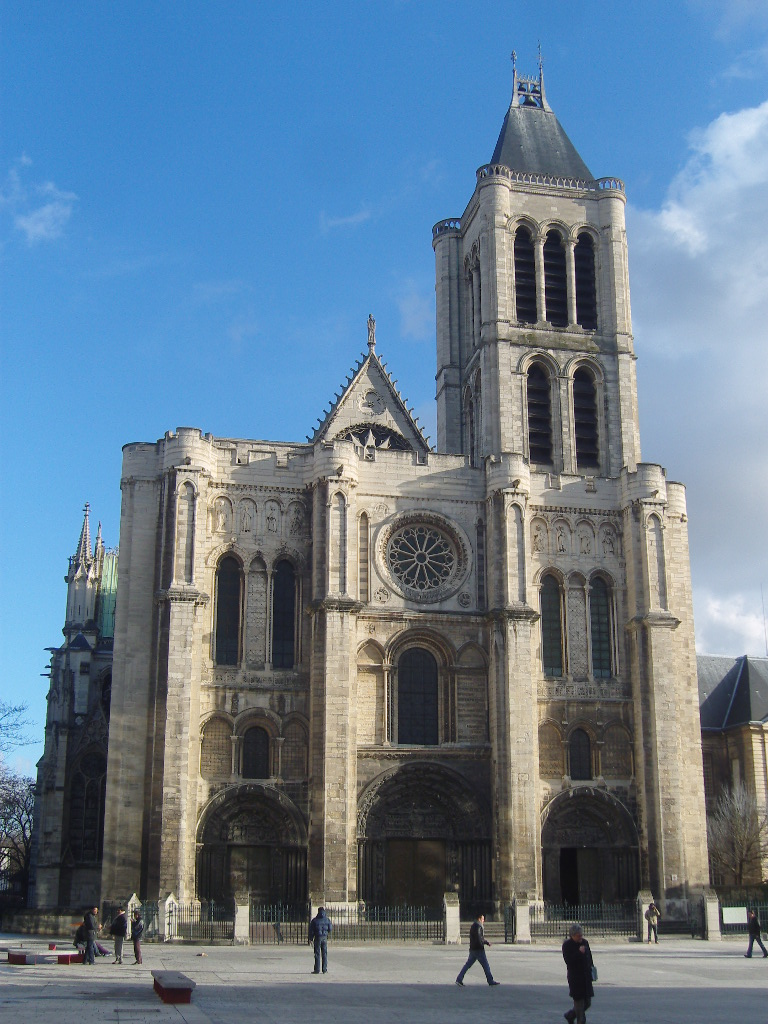
Базилика аббатства Сен-Дени — один из первых готических соборов

## Сфера образования

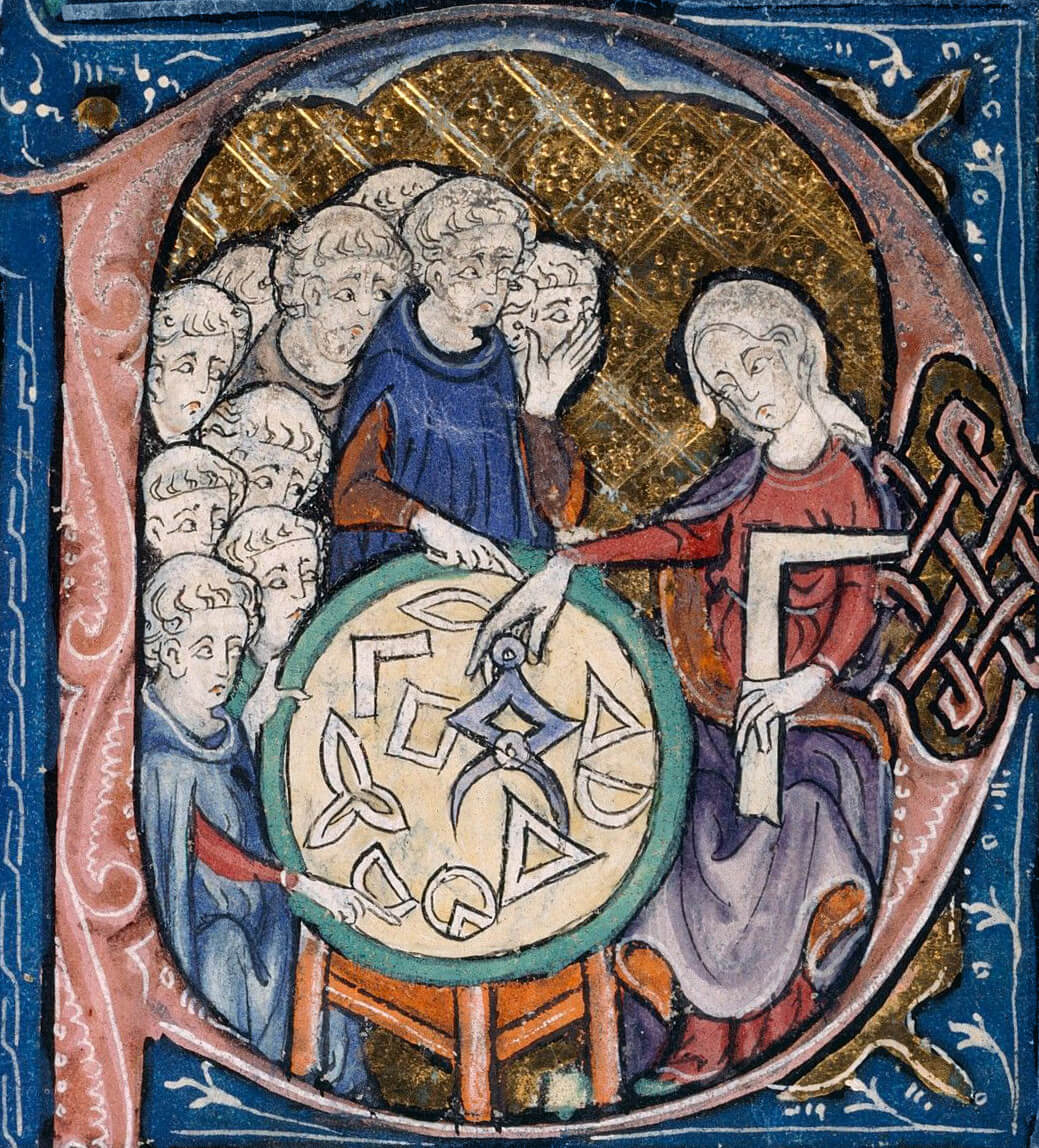
Фронтиспис «Начал» Евклида в переводе Аделарда Батского на латинский язык (первая половина XII века)